# Canottaggio ai XIII Giochi del Mediterraneo
Le gare di canottaggio ai XIII Giochi del Mediterraneo si sono svolte presso il Bacino Nautico C.U.S. Il programma di tale edizione ha previsto l'assegnazione di sei medaglie d'oro e competizioni solo in ambito maschile e la nazione in testa al medagliere alla fine è risultata l'Italia, la quale ha conquistato due medaglie d'oro, due d'argento e altrettante di bronzo.

## Podi

### Uomini
| Evento                     | Oro                                                                           | Perform. | Argento                                                              | Perform. | Bronzo                                                               | Perform. |
| Singolo                    | Slovenia Iztok Čop                                                            | 3.43.51  | Egitto Alì Ibrahim                                                   | 3.44.59  | Italia Giovanni Calabrese                                            | 3.49.80  |
| Due di coppia              | Italia Alessio Sartori Agostino Abbagnale                                     | 3.21.88  | Croazia Hrvoje Telisman Daniel Bajlo                                 | 3.23.62  | Francia Frederic Kowal Yvan Deslaviere                               | 3.27.35  |
| Due senza                  | Francia Jean Christophe Rolland Michael Andrieux                              | 3.29.87  | Croazia Igor Boraska Tihomir Frankovic                               | 3.32.51  | Italia Marco Palmisano Rosario Gioia                                 | 3.34.54  |
| Due di coppia pesi leggeri | Italia Leonardo Pettinari Michelangelo Crispi                                 | 3.30.99  | Francia Pascal Touron Frédéric Dufour                                | 3.32.23  | Spagna Josep Colome Carlos Dinares                                   | 3.35.59  |
| Quattro senza              | Croazia Oliver Martinov Kresimir Culjak Marko Banovic Branimir Vujevic        | 3.10.63  | Italia Marco Penna Riccardo De Rossi Walter Molea Raffaello Leonardo | 3.11.43  | Slovenia Denis Žvegelj Jani Klemencic Milan Jansa Sadic Mujkic       | 3.12.29  |
| Quattro senza pesi leggeri | Francia Xavier Dorfman Laurent Porchier Frederic Pinon Enri Pierre Dall'Acqua | 3.14.22  | Italia Carlo Grande Stefano Fraquelli Ivano Zasio Andrea Re          | 3.18.15  | Spagna Oscar Arjona Juan Manuel Florido Alfredo Giron Raimundo Piera | 3.21.97  |

## Medagliere
| Posizione | Paese    |   |   |   | Totale |
| --------- | -------- | - | - | - | ------ |
| 1         | Italia   | 2 | 2 | 2 | 6      |
| 2         | Francia  | 2 | 1 | 1 | 4      |
| 3         | Croazia  | 1 | 2 | 0 | 3      |
| 4         | Slovenia | 1 | 0 | 1 | 2      |
| 5         | Egitto   | 0 | 1 | 0 | 1      |
| 6         | Spagna   | 0 | 0 | 2 | 2      |
| Totale    | Totale   | 6 | 6 | 6 | 18     |